# Гроссмейстер (фильм)
«Гроссмейстер» — советский кинофильм режиссёра Сергея Микаэляна 1972 года по сценарию Леонида Зорина. В фильме снимались гроссмейстеры Михаил Таль, Юрий Авербах, Марк Тайманов, Виктор Корчной. После бегства последнего за границу в 1976 году фильм был отправлен на полку и остался мало известным.

## Сюжет
Начинается фильм с шахматной партии, которую транслируют зрителям, среди которых маленький Серёжа Хлебников со своим отцом. Увлеченный разбором партии, возвращаясь, отец попадает под машину и погибает. Даже на похоронах мальчик, не отвлекаясь, решает шахматный этюд. Позже Сергей, оставшись с матерью, полностью фокусируется на игре. В детстве Сергей дружил с девочкой Леной. Став юношей, он вновь встречает её. Между Леной и «Хлебушком» возникают романтические чувства, но переезд Елены разлучает их.
Во время сеанса одновременной игры, спустя много лет, он замечает среди играющих Лену, ныне переводчика Елену Андреевну Донцову. Они возобновляют отношения, женятся, однако семейная жизнь не складывается, так как Сергей вынужден все своё внимание уделять шахматам, а не любимой женщине. Они расстаются. Проходит четыре года. Тренер Сергея Виктор убеждает его действовать более прагматично, не увлекаться красотой партии, а играть на результат. Хлебников выполняет норматив гроссмейстера, с успехом выступает в турнирах. Старый друг Гена Орлов следит за его выступлениями, находит Сергея во время международных соревнований. Гена предлагает Сергею связаться с Леной. Вернувшись из-за рубежа, Сергей приезжает к Лене, но они не находят общего языка и расстаются.
Главный герой участвует в финале матча претендентов за мировую корону, проходящем в Москве. Страна напряженно следит за ходом поединка. Лена пытается попасть на матч, но вынуждена наблюдать с улицы. В решающей партии турнира, в условиях цейтнота, главному герою (играющему чёрными) удаётся довести встречу до выигрыша, поставив мат, невзирая на подавляющее преимущество в материале у соперника. В концовке Сергей и Виктор увлеченно анализируют корректность жертвы в партии прямо на улице. За ними со стороны наблюдает Лена.

## В ролях
|   | a | b | c | d | e | f | g | h |   |
| - | --- | --- | --- | --- | --- | --- | --- | --- | - |
| 8 | b7 чёрная пешка · h7 чёрный король · a6 чёрная пешка · f6 чёрная пешка · c5 белая пешка · d5 чёрная пешка · f5 чёрный слон · h5 белый король · d4 белая пешка · f4 чёрный конь · h4 белая пешка · a2 белая пешка · b2 белая пешка · e1 белый слон · f1 белый слон · g1 белый ферзь | b7 чёрная пешка · h7 чёрный король · a6 чёрная пешка · f6 чёрная пешка · c5 белая пешка · d5 чёрная пешка · f5 чёрный слон · h5 белый король · d4 белая пешка · f4 чёрный конь · h4 белая пешка · a2 белая пешка · b2 белая пешка · e1 белый слон · f1 белый слон · g1 белый ферзь | b7 чёрная пешка · h7 чёрный король · a6 чёрная пешка · f6 чёрная пешка · c5 белая пешка · d5 чёрная пешка · f5 чёрный слон · h5 белый король · d4 белая пешка · f4 чёрный конь · h4 белая пешка · a2 белая пешка · b2 белая пешка · e1 белый слон · f1 белый слон · g1 белый ферзь | b7 чёрная пешка · h7 чёрный король · a6 чёрная пешка · f6 чёрная пешка · c5 белая пешка · d5 чёрная пешка · f5 чёрный слон · h5 белый король · d4 белая пешка · f4 чёрный конь · h4 белая пешка · a2 белая пешка · b2 белая пешка · e1 белый слон · f1 белый слон · g1 белый ферзь | b7 чёрная пешка · h7 чёрный король · a6 чёрная пешка · f6 чёрная пешка · c5 белая пешка · d5 чёрная пешка · f5 чёрный слон · h5 белый король · d4 белая пешка · f4 чёрный конь · h4 белая пешка · a2 белая пешка · b2 белая пешка · e1 белый слон · f1 белый слон · g1 белый ферзь | b7 чёрная пешка · h7 чёрный король · a6 чёрная пешка · f6 чёрная пешка · c5 белая пешка · d5 чёрная пешка · f5 чёрный слон · h5 белый король · d4 белая пешка · f4 чёрный конь · h4 белая пешка · a2 белая пешка · b2 белая пешка · e1 белый слон · f1 белый слон · g1 белый ферзь | b7 чёрная пешка · h7 чёрный король · a6 чёрная пешка · f6 чёрная пешка · c5 белая пешка · d5 чёрная пешка · f5 чёрный слон · h5 белый король · d4 белая пешка · f4 чёрный конь · h4 белая пешка · a2 белая пешка · b2 белая пешка · e1 белый слон · f1 белый слон · g1 белый ферзь | b7 чёрная пешка · h7 чёрный король · a6 чёрная пешка · f6 чёрная пешка · c5 белая пешка · d5 чёрная пешка · f5 чёрный слон · h5 белый король · d4 белая пешка · f4 чёрный конь · h4 белая пешка · a2 белая пешка · b2 белая пешка · e1 белый слон · f1 белый слон · g1 белый ферзь | 8 |
| 7 | b7 чёрная пешка · h7 чёрный король · a6 чёрная пешка · f6 чёрная пешка · c5 белая пешка · d5 чёрная пешка · f5 чёрный слон · h5 белый король · d4 белая пешка · f4 чёрный конь · h4 белая пешка · a2 белая пешка · b2 белая пешка · e1 белый слон · f1 белый слон · g1 белый ферзь | b7 чёрная пешка · h7 чёрный король · a6 чёрная пешка · f6 чёрная пешка · c5 белая пешка · d5 чёрная пешка · f5 чёрный слон · h5 белый король · d4 белая пешка · f4 чёрный конь · h4 белая пешка · a2 белая пешка · b2 белая пешка · e1 белый слон · f1 белый слон · g1 белый ферзь | b7 чёрная пешка · h7 чёрный король · a6 чёрная пешка · f6 чёрная пешка · c5 белая пешка · d5 чёрная пешка · f5 чёрный слон · h5 белый король · d4 белая пешка · f4 чёрный конь · h4 белая пешка · a2 белая пешка · b2 белая пешка · e1 белый слон · f1 белый слон · g1 белый ферзь | b7 чёрная пешка · h7 чёрный король · a6 чёрная пешка · f6 чёрная пешка · c5 белая пешка · d5 чёрная пешка · f5 чёрный слон · h5 белый король · d4 белая пешка · f4 чёрный конь · h4 белая пешка · a2 белая пешка · b2 белая пешка · e1 белый слон · f1 белый слон · g1 белый ферзь | b7 чёрная пешка · h7 чёрный король · a6 чёрная пешка · f6 чёрная пешка · c5 белая пешка · d5 чёрная пешка · f5 чёрный слон · h5 белый король · d4 белая пешка · f4 чёрный конь · h4 белая пешка · a2 белая пешка · b2 белая пешка · e1 белый слон · f1 белый слон · g1 белый ферзь | b7 чёрная пешка · h7 чёрный король · a6 чёрная пешка · f6 чёрная пешка · c5 белая пешка · d5 чёрная пешка · f5 чёрный слон · h5 белый король · d4 белая пешка · f4 чёрный конь · h4 белая пешка · a2 белая пешка · b2 белая пешка · e1 белый слон · f1 белый слон · g1 белый ферзь | b7 чёрная пешка · h7 чёрный король · a6 чёрная пешка · f6 чёрная пешка · c5 белая пешка · d5 чёрная пешка · f5 чёрный слон · h5 белый король · d4 белая пешка · f4 чёрный конь · h4 белая пешка · a2 белая пешка · b2 белая пешка · e1 белый слон · f1 белый слон · g1 белый ферзь | b7 чёрная пешка · h7 чёрный король · a6 чёрная пешка · f6 чёрная пешка · c5 белая пешка · d5 чёрная пешка · f5 чёрный слон · h5 белый король · d4 белая пешка · f4 чёрный конь · h4 белая пешка · a2 белая пешка · b2 белая пешка · e1 белый слон · f1 белый слон · g1 белый ферзь | 7 |
| 6 | b7 чёрная пешка · h7 чёрный король · a6 чёрная пешка · f6 чёрная пешка · c5 белая пешка · d5 чёрная пешка · f5 чёрный слон · h5 белый король · d4 белая пешка · f4 чёрный конь · h4 белая пешка · a2 белая пешка · b2 белая пешка · e1 белый слон · f1 белый слон · g1 белый ферзь | b7 чёрная пешка · h7 чёрный король · a6 чёрная пешка · f6 чёрная пешка · c5 белая пешка · d5 чёрная пешка · f5 чёрный слон · h5 белый король · d4 белая пешка · f4 чёрный конь · h4 белая пешка · a2 белая пешка · b2 белая пешка · e1 белый слон · f1 белый слон · g1 белый ферзь | b7 чёрная пешка · h7 чёрный король · a6 чёрная пешка · f6 чёрная пешка · c5 белая пешка · d5 чёрная пешка · f5 чёрный слон · h5 белый король · d4 белая пешка · f4 чёрный конь · h4 белая пешка · a2 белая пешка · b2 белая пешка · e1 белый слон · f1 белый слон · g1 белый ферзь | b7 чёрная пешка · h7 чёрный король · a6 чёрная пешка · f6 чёрная пешка · c5 белая пешка · d5 чёрная пешка · f5 чёрный слон · h5 белый король · d4 белая пешка · f4 чёрный конь · h4 белая пешка · a2 белая пешка · b2 белая пешка · e1 белый слон · f1 белый слон · g1 белый ферзь | b7 чёрная пешка · h7 чёрный король · a6 чёрная пешка · f6 чёрная пешка · c5 белая пешка · d5 чёрная пешка · f5 чёрный слон · h5 белый король · d4 белая пешка · f4 чёрный конь · h4 белая пешка · a2 белая пешка · b2 белая пешка · e1 белый слон · f1 белый слон · g1 белый ферзь | b7 чёрная пешка · h7 чёрный король · a6 чёрная пешка · f6 чёрная пешка · c5 белая пешка · d5 чёрная пешка · f5 чёрный слон · h5 белый король · d4 белая пешка · f4 чёрный конь · h4 белая пешка · a2 белая пешка · b2 белая пешка · e1 белый слон · f1 белый слон · g1 белый ферзь | b7 чёрная пешка · h7 чёрный король · a6 чёрная пешка · f6 чёрная пешка · c5 белая пешка · d5 чёрная пешка · f5 чёрный слон · h5 белый король · d4 белая пешка · f4 чёрный конь · h4 белая пешка · a2 белая пешка · b2 белая пешка · e1 белый слон · f1 белый слон · g1 белый ферзь | b7 чёрная пешка · h7 чёрный король · a6 чёрная пешка · f6 чёрная пешка · c5 белая пешка · d5 чёрная пешка · f5 чёрный слон · h5 белый король · d4 белая пешка · f4 чёрный конь · h4 белая пешка · a2 белая пешка · b2 белая пешка · e1 белый слон · f1 белый слон · g1 белый ферзь | 6 |
| 5 | b7 чёрная пешка · h7 чёрный король · a6 чёрная пешка · f6 чёрная пешка · c5 белая пешка · d5 чёрная пешка · f5 чёрный слон · h5 белый король · d4 белая пешка · f4 чёрный конь · h4 белая пешка · a2 белая пешка · b2 белая пешка · e1 белый слон · f1 белый слон · g1 белый ферзь | b7 чёрная пешка · h7 чёрный король · a6 чёрная пешка · f6 чёрная пешка · c5 белая пешка · d5 чёрная пешка · f5 чёрный слон · h5 белый король · d4 белая пешка · f4 чёрный конь · h4 белая пешка · a2 белая пешка · b2 белая пешка · e1 белый слон · f1 белый слон · g1 белый ферзь | b7 чёрная пешка · h7 чёрный король · a6 чёрная пешка · f6 чёрная пешка · c5 белая пешка · d5 чёрная пешка · f5 чёрный слон · h5 белый король · d4 белая пешка · f4 чёрный конь · h4 белая пешка · a2 белая пешка · b2 белая пешка · e1 белый слон · f1 белый слон · g1 белый ферзь | b7 чёрная пешка · h7 чёрный король · a6 чёрная пешка · f6 чёрная пешка · c5 белая пешка · d5 чёрная пешка · f5 чёрный слон · h5 белый король · d4 белая пешка · f4 чёрный конь · h4 белая пешка · a2 белая пешка · b2 белая пешка · e1 белый слон · f1 белый слон · g1 белый ферзь | b7 чёрная пешка · h7 чёрный король · a6 чёрная пешка · f6 чёрная пешка · c5 белая пешка · d5 чёрная пешка · f5 чёрный слон · h5 белый король · d4 белая пешка · f4 чёрный конь · h4 белая пешка · a2 белая пешка · b2 белая пешка · e1 белый слон · f1 белый слон · g1 белый ферзь | b7 чёрная пешка · h7 чёрный король · a6 чёрная пешка · f6 чёрная пешка · c5 белая пешка · d5 чёрная пешка · f5 чёрный слон · h5 белый король · d4 белая пешка · f4 чёрный конь · h4 белая пешка · a2 белая пешка · b2 белая пешка · e1 белый слон · f1 белый слон · g1 белый ферзь | b7 чёрная пешка · h7 чёрный король · a6 чёрная пешка · f6 чёрная пешка · c5 белая пешка · d5 чёрная пешка · f5 чёрный слон · h5 белый король · d4 белая пешка · f4 чёрный конь · h4 белая пешка · a2 белая пешка · b2 белая пешка · e1 белый слон · f1 белый слон · g1 белый ферзь | b7 чёрная пешка · h7 чёрный король · a6 чёрная пешка · f6 чёрная пешка · c5 белая пешка · d5 чёрная пешка · f5 чёрный слон · h5 белый король · d4 белая пешка · f4 чёрный конь · h4 белая пешка · a2 белая пешка · b2 белая пешка · e1 белый слон · f1 белый слон · g1 белый ферзь | 5 |
| 4 | b7 чёрная пешка · h7 чёрный король · a6 чёрная пешка · f6 чёрная пешка · c5 белая пешка · d5 чёрная пешка · f5 чёрный слон · h5 белый король · d4 белая пешка · f4 чёрный конь · h4 белая пешка · a2 белая пешка · b2 белая пешка · e1 белый слон · f1 белый слон · g1 белый ферзь | b7 чёрная пешка · h7 чёрный король · a6 чёрная пешка · f6 чёрная пешка · c5 белая пешка · d5 чёрная пешка · f5 чёрный слон · h5 белый король · d4 белая пешка · f4 чёрный конь · h4 белая пешка · a2 белая пешка · b2 белая пешка · e1 белый слон · f1 белый слон · g1 белый ферзь | b7 чёрная пешка · h7 чёрный король · a6 чёрная пешка · f6 чёрная пешка · c5 белая пешка · d5 чёрная пешка · f5 чёрный слон · h5 белый король · d4 белая пешка · f4 чёрный конь · h4 белая пешка · a2 белая пешка · b2 белая пешка · e1 белый слон · f1 белый слон · g1 белый ферзь | b7 чёрная пешка · h7 чёрный король · a6 чёрная пешка · f6 чёрная пешка · c5 белая пешка · d5 чёрная пешка · f5 чёрный слон · h5 белый король · d4 белая пешка · f4 чёрный конь · h4 белая пешка · a2 белая пешка · b2 белая пешка · e1 белый слон · f1 белый слон · g1 белый ферзь | b7 чёрная пешка · h7 чёрный король · a6 чёрная пешка · f6 чёрная пешка · c5 белая пешка · d5 чёрная пешка · f5 чёрный слон · h5 белый король · d4 белая пешка · f4 чёрный конь · h4 белая пешка · a2 белая пешка · b2 белая пешка · e1 белый слон · f1 белый слон · g1 белый ферзь | b7 чёрная пешка · h7 чёрный король · a6 чёрная пешка · f6 чёрная пешка · c5 белая пешка · d5 чёрная пешка · f5 чёрный слон · h5 белый король · d4 белая пешка · f4 чёрный конь · h4 белая пешка · a2 белая пешка · b2 белая пешка · e1 белый слон · f1 белый слон · g1 белый ферзь | b7 чёрная пешка · h7 чёрный король · a6 чёрная пешка · f6 чёрная пешка · c5 белая пешка · d5 чёрная пешка · f5 чёрный слон · h5 белый король · d4 белая пешка · f4 чёрный конь · h4 белая пешка · a2 белая пешка · b2 белая пешка · e1 белый слон · f1 белый слон · g1 белый ферзь | b7 чёрная пешка · h7 чёрный король · a6 чёрная пешка · f6 чёрная пешка · c5 белая пешка · d5 чёрная пешка · f5 чёрный слон · h5 белый король · d4 белая пешка · f4 чёрный конь · h4 белая пешка · a2 белая пешка · b2 белая пешка · e1 белый слон · f1 белый слон · g1 белый ферзь | 4 |
| 3 | b7 чёрная пешка · h7 чёрный король · a6 чёрная пешка · f6 чёрная пешка · c5 белая пешка · d5 чёрная пешка · f5 чёрный слон · h5 белый король · d4 белая пешка · f4 чёрный конь · h4 белая пешка · a2 белая пешка · b2 белая пешка · e1 белый слон · f1 белый слон · g1 белый ферзь | b7 чёрная пешка · h7 чёрный король · a6 чёрная пешка · f6 чёрная пешка · c5 белая пешка · d5 чёрная пешка · f5 чёрный слон · h5 белый король · d4 белая пешка · f4 чёрный конь · h4 белая пешка · a2 белая пешка · b2 белая пешка · e1 белый слон · f1 белый слон · g1 белый ферзь | b7 чёрная пешка · h7 чёрный король · a6 чёрная пешка · f6 чёрная пешка · c5 белая пешка · d5 чёрная пешка · f5 чёрный слон · h5 белый король · d4 белая пешка · f4 чёрный конь · h4 белая пешка · a2 белая пешка · b2 белая пешка · e1 белый слон · f1 белый слон · g1 белый ферзь | b7 чёрная пешка · h7 чёрный король · a6 чёрная пешка · f6 чёрная пешка · c5 белая пешка · d5 чёрная пешка · f5 чёрный слон · h5 белый король · d4 белая пешка · f4 чёрный конь · h4 белая пешка · a2 белая пешка · b2 белая пешка · e1 белый слон · f1 белый слон · g1 белый ферзь | b7 чёрная пешка · h7 чёрный король · a6 чёрная пешка · f6 чёрная пешка · c5 белая пешка · d5 чёрная пешка · f5 чёрный слон · h5 белый король · d4 белая пешка · f4 чёрный конь · h4 белая пешка · a2 белая пешка · b2 белая пешка · e1 белый слон · f1 белый слон · g1 белый ферзь | b7 чёрная пешка · h7 чёрный король · a6 чёрная пешка · f6 чёрная пешка · c5 белая пешка · d5 чёрная пешка · f5 чёрный слон · h5 белый король · d4 белая пешка · f4 чёрный конь · h4 белая пешка · a2 белая пешка · b2 белая пешка · e1 белый слон · f1 белый слон · g1 белый ферзь | b7 чёрная пешка · h7 чёрный король · a6 чёрная пешка · f6 чёрная пешка · c5 белая пешка · d5 чёрная пешка · f5 чёрный слон · h5 белый король · d4 белая пешка · f4 чёрный конь · h4 белая пешка · a2 белая пешка · b2 белая пешка · e1 белый слон · f1 белый слон · g1 белый ферзь | b7 чёрная пешка · h7 чёрный король · a6 чёрная пешка · f6 чёрная пешка · c5 белая пешка · d5 чёрная пешка · f5 чёрный слон · h5 белый король · d4 белая пешка · f4 чёрный конь · h4 белая пешка · a2 белая пешка · b2 белая пешка · e1 белый слон · f1 белый слон · g1 белый ферзь | 3 |
| 2 | b7 чёрная пешка · h7 чёрный король · a6 чёрная пешка · f6 чёрная пешка · c5 белая пешка · d5 чёрная пешка · f5 чёрный слон · h5 белый король · d4 белая пешка · f4 чёрный конь · h4 белая пешка · a2 белая пешка · b2 белая пешка · e1 белый слон · f1 белый слон · g1 белый ферзь | b7 чёрная пешка · h7 чёрный король · a6 чёрная пешка · f6 чёрная пешка · c5 белая пешка · d5 чёрная пешка · f5 чёрный слон · h5 белый король · d4 белая пешка · f4 чёрный конь · h4 белая пешка · a2 белая пешка · b2 белая пешка · e1 белый слон · f1 белый слон · g1 белый ферзь | b7 чёрная пешка · h7 чёрный король · a6 чёрная пешка · f6 чёрная пешка · c5 белая пешка · d5 чёрная пешка · f5 чёрный слон · h5 белый король · d4 белая пешка · f4 чёрный конь · h4 белая пешка · a2 белая пешка · b2 белая пешка · e1 белый слон · f1 белый слон · g1 белый ферзь | b7 чёрная пешка · h7 чёрный король · a6 чёрная пешка · f6 чёрная пешка · c5 белая пешка · d5 чёрная пешка · f5 чёрный слон · h5 белый король · d4 белая пешка · f4 чёрный конь · h4 белая пешка · a2 белая пешка · b2 белая пешка · e1 белый слон · f1 белый слон · g1 белый ферзь | b7 чёрная пешка · h7 чёрный король · a6 чёрная пешка · f6 чёрная пешка · c5 белая пешка · d5 чёрная пешка · f5 чёрный слон · h5 белый король · d4 белая пешка · f4 чёрный конь · h4 белая пешка · a2 белая пешка · b2 белая пешка · e1 белый слон · f1 белый слон · g1 белый ферзь | b7 чёрная пешка · h7 чёрный король · a6 чёрная пешка · f6 чёрная пешка · c5 белая пешка · d5 чёрная пешка · f5 чёрный слон · h5 белый король · d4 белая пешка · f4 чёрный конь · h4 белая пешка · a2 белая пешка · b2 белая пешка · e1 белый слон · f1 белый слон · g1 белый ферзь | b7 чёрная пешка · h7 чёрный король · a6 чёрная пешка · f6 чёрная пешка · c5 белая пешка · d5 чёрная пешка · f5 чёрный слон · h5 белый король · d4 белая пешка · f4 чёрный конь · h4 белая пешка · a2 белая пешка · b2 белая пешка · e1 белый слон · f1 белый слон · g1 белый ферзь | b7 чёрная пешка · h7 чёрный король · a6 чёрная пешка · f6 чёрная пешка · c5 белая пешка · d5 чёрная пешка · f5 чёрный слон · h5 белый король · d4 белая пешка · f4 чёрный конь · h4 белая пешка · a2 белая пешка · b2 белая пешка · e1 белый слон · f1 белый слон · g1 белый ферзь | 2 |
| 1 | b7 чёрная пешка · h7 чёрный король · a6 чёрная пешка · f6 чёрная пешка · c5 белая пешка · d5 чёрная пешка · f5 чёрный слон · h5 белый король · d4 белая пешка · f4 чёрный конь · h4 белая пешка · a2 белая пешка · b2 белая пешка · e1 белый слон · f1 белый слон · g1 белый ферзь | b7 чёрная пешка · h7 чёрный король · a6 чёрная пешка · f6 чёрная пешка · c5 белая пешка · d5 чёрная пешка · f5 чёрный слон · h5 белый король · d4 белая пешка · f4 чёрный конь · h4 белая пешка · a2 белая пешка · b2 белая пешка · e1 белый слон · f1 белый слон · g1 белый ферзь | b7 чёрная пешка · h7 чёрный король · a6 чёрная пешка · f6 чёрная пешка · c5 белая пешка · d5 чёрная пешка · f5 чёрный слон · h5 белый король · d4 белая пешка · f4 чёрный конь · h4 белая пешка · a2 белая пешка · b2 белая пешка · e1 белый слон · f1 белый слон · g1 белый ферзь | b7 чёрная пешка · h7 чёрный король · a6 чёрная пешка · f6 чёрная пешка · c5 белая пешка · d5 чёрная пешка · f5 чёрный слон · h5 белый король · d4 белая пешка · f4 чёрный конь · h4 белая пешка · a2 белая пешка · b2 белая пешка · e1 белый слон · f1 белый слон · g1 белый ферзь | b7 чёрная пешка · h7 чёрный король · a6 чёрная пешка · f6 чёрная пешка · c5 белая пешка · d5 чёрная пешка · f5 чёрный слон · h5 белый король · d4 белая пешка · f4 чёрный конь · h4 белая пешка · a2 белая пешка · b2 белая пешка · e1 белый слон · f1 белый слон · g1 белый ферзь | b7 чёрная пешка · h7 чёрный король · a6 чёрная пешка · f6 чёрная пешка · c5 белая пешка · d5 чёрная пешка · f5 чёрный слон · h5 белый король · d4 белая пешка · f4 чёрный конь · h4 белая пешка · a2 белая пешка · b2 белая пешка · e1 белый слон · f1 белый слон · g1 белый ферзь | b7 чёрная пешка · h7 чёрный король · a6 чёрная пешка · f6 чёрная пешка · c5 белая пешка · d5 чёрная пешка · f5 чёрный слон · h5 белый король · d4 белая пешка · f4 чёрный конь · h4 белая пешка · a2 белая пешка · b2 белая пешка · e1 белый слон · f1 белый слон · g1 белый ферзь | b7 чёрная пешка · h7 чёрный король · a6 чёрная пешка · f6 чёрная пешка · c5 белая пешка · d5 чёрная пешка · f5 чёрный слон · h5 белый король · d4 белая пешка · f4 чёрный конь · h4 белая пешка · a2 белая пешка · b2 белая пешка · e1 белый слон · f1 белый слон · g1 белый ферзь | 1 |
|   | a | b | c | d | e | f | g | h |   |

- Андрей Мягков — Сергей Александрович Хлебников, гроссмейстер
- Виктор Корчной — тренер Хлебникова, Виктор
- Лариса Малеванная — Елена Андреевна Донцова, жена Хлебникова, переводчица
- Эммануил Виторган — Гена Орлов
- Михаил Козаков — Владимир
- Людмила Касаткина — мать Сергея
- Анатолий Солоницын — отец Сергея
- Ефим Копелян — Павел Максимович, учитель
- Николай Волков — старик из шахматного павильона в парке
- Тамара Совчи — Аня
- Владимир Татосов — Сергей Александрович, организатор сеанса одновременной игры на курорте
- Анна Твеленёва — Мария
- Пётр Шелохонов — Фёдор Матвеевич, отчим гроссмейстера Хлебникова
- Игорь Варпа — зарубежный шахматист, противник Хлебникова в финальном поединке
- Роман Филиппов — шахматный болельщик
- Михаил Таль, Юрий Авербах, Марк Тайманов, Александр Котов, Пауль Керес, Микаэл Таривердиев — камео

## Награды
- Серебряная медаль и диплом на V Всесоюзном фестивале спортивных фильмов в Таллине (1974).
- Приз экспериментальной верфи спортивного судостроения на V Всесоюзном фестивале спортивных фильмов (1974).
- Приз Комитета по физической культуре и спорту при Совете министров СССР и Федерации спортивного кино СССР.
- Приз Комитета по физической культуре и спорту при Совете министров Казахской ССР актёру (А. Мягков) на VI Всесоюзном кинофестивале (1973).
- Первая премия за лучший сценарий (Л. Зорин) на V Международном фестивале фильмов о спорте и туризме в Кранье, Югославия (1974).